# بيتزا مارينارا
بيتزا مارينارا أو بِتْزَة مَرِنَارَة (بالإيطالية: Pizza Marinara)‏ والمعروفة أيضًا باسم بيتزا ألا مارينارا، هي أحد أشكال بيتزا نابولي في المطبخ الإيطالي تغطى بصلصة الطماطم وزيت الزيتون البكر الممتاز والأوريجانو والثوم. من المفترض أنها أقدم بيتزا مغطاة بالطماطم.

## التاريخ
يُزعم أن بيتزا مارينارا ظهرت في حوالي عام 1735 (في عام 1734 وفقًا للائحة المفوضية الأوروبية 97/2010)، وكانت تحضر باستخدام زيت الزيتون والطماطم والكرز والريحان والأوريجانو والثوم في ذلك الوقت، وكانت تطلب بشكل شائع من قبل البحارة الفقراء، وتصنع على سفنهم نظرًا لأنها مصنوعة من مكونات يمكن حفظها بسهولة، ولكن كل هذه الادعاءات مدعومة فقط بالتقاليد وليس بالأدلة القوية.